# František Vlček (kněz)
František Vlček (20. března 1903 Turnov – 12. listopadu 1989 Hradec Králové) byl český římskokatolický kněz a v letech 1947 až 1950 generální vikář litoměřické diecéze. V letech 1953 až 1960 byl vězněn komunistickým režimem.

## Život

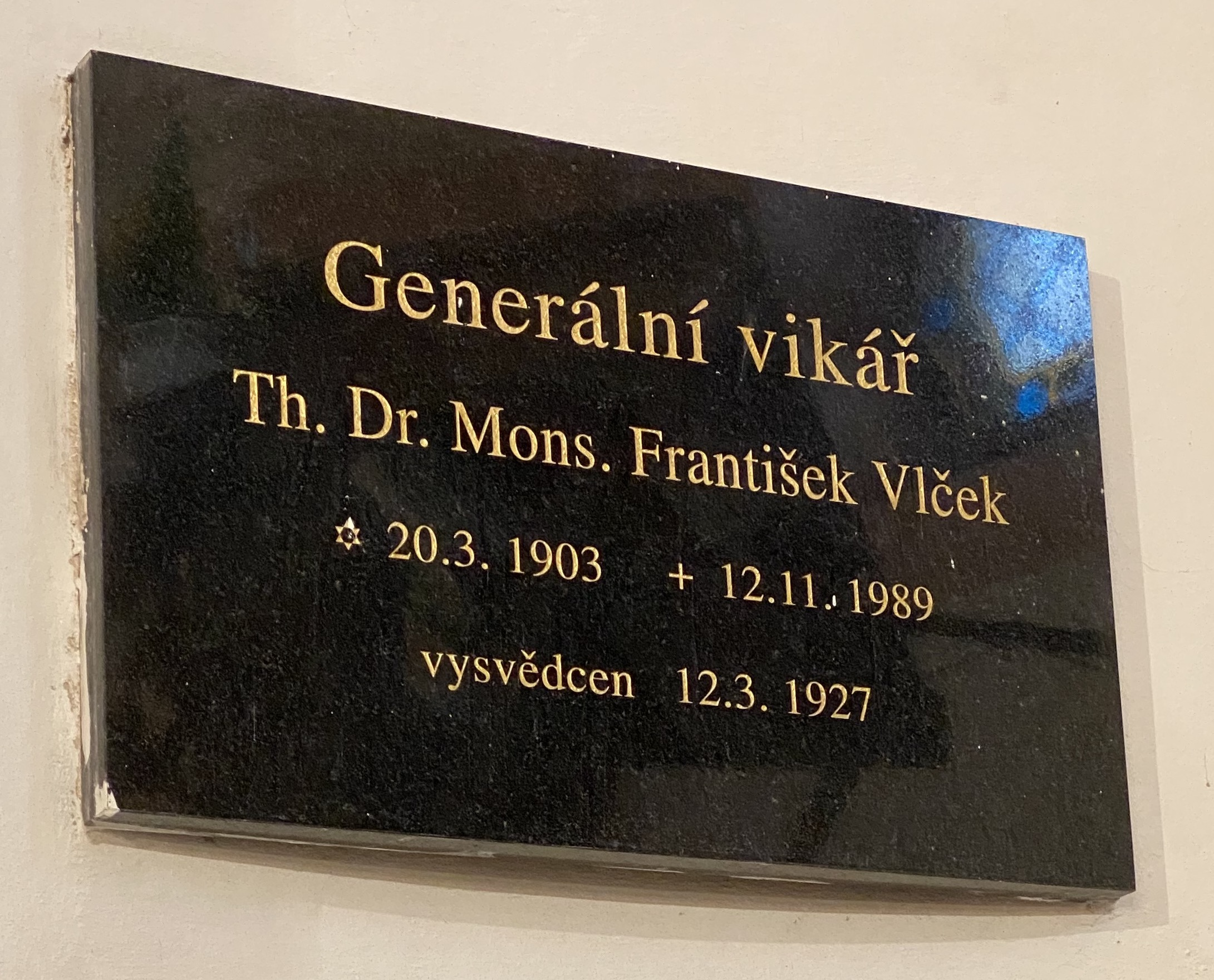
Pamětní deska v kostele sv. Jiří v Krnsku

Pocházel z rodiny poštovního úředníka. Vystudoval gymnázium v Praze (1913-1921) a poté teologii v Praze a v Římě. Po kněžském svěcení 12. března 1927 byl ustanoven kaplanem ve Velelibech, odkud byl roku 1928 přeložen do Libochovic. V roce 1934 se stal administrátorem farnosti Krnsko a později tamějším farářem. Od 1. října 1947 začal působit jako duchovní správce ve farnosti u katedrály sv. Štěpána v Litoměřicích; v témže roce byl jmenován generálním vikářem litoměřické diecéze, jímž zůstal až do roku 1950, kdy byl na nátlak Státního úřadu pro věci církevní nahrazen Eduardem Olivou. Poté působil jako administrátor děkanství v Rovensku pod Troskami. Dne 15. ledna 1953 byl zatčen a ve vykonstruovaném procesu s biskupem Trochtou a dalšími duchovními nepohodlnými komunistickému režimu (např. Františkem Rabasem – 2. generálním vikářem litoměřické diecéze) odsouzen k trestu odnětí svobody na 15 let a vedlejším trestům. Z vězení byl propuštěn v roce 1960.
Po propuštění se odstěhoval ke svým známým do Bělé u Turnova. Nemohl působit v duchovní správě. Zaměstnání našel jako dělník ve Šlechtitelské stanici v Turnově. Později se přestěhoval do Hradce Králové. Pohřben byl po mši svaté, v kostele Narození Panny Marie v Turnově, do hrobu rodičů na místním hruštickém hřbitově.